# Basisches Kupfercarbonat
Basisches Kupfercarbonat ist ein Kupfersalz der Kohlensäure. Es enthält neben Kupfer- und Carbonat- auch Hydroxid-Ionen. Neben dem basischen Kupfercarbonat ist auch ein schwieriger herzustellendes reines Kupfer(II)-carbonat bekannt. Metallische Kupferoberflächen werden in der Atmosphäre zuerst zu Kupfer(I)-oxid (Cu2O) oxidiert und dann unter weiterer Oxidation vom CO2 der Luft zu grünem basischen Kupfer(II)-carbonat, der Patina, umgewandelt. Letzteres ist aber selten ein reines basisches Carbonat und enthält häufig weitere Anionen wie Sulfat und/oder Chlorid.

## Vorkommen
In der Natur vorkommende Mineralien basischer Kupfer(II)-carbonate sind Malachit (CuCO3·Cu(OH)2) und Azurit (auch Kupferlasur genannt) (2 CuCO3·Cu(OH)2).

## Gewinnung und Darstellung
Wird im Labor eine Kupfer(II)-salz-Lösung mit Alkalicarbonatlösung vermischt, so bildet sich in Abhängigkeit vom Überschuss an Natriumcarbonat entweder ein blauer oder ein grüner Niederschlag von basischem Kupfer(II)-carbonat. Beide basischen Kupfer(II)-carbonate sind in Wasser unlöslich und werden ausgefällt und können abfiltriert werden.
Bei dem tiefblauen Carbonat handelt es sich um das Pigment 2 CuCO3 · Cu(OH)2, das in der Natur als Azuritmineral vorkommt. Die Herstellung dieses Pigmentes ist im Gmelin beschrieben. Die Gleichung für diese Reaktion lautet:
{\displaystyle \mathrm {3\ Na_{2}CO_{3}+3\ CuSO_{4}+H_{2}O\longrightarrow } }
{\displaystyle \mathrm {3\ Na_{2}SO_{4}+2\ CuCO_{3}\cdot Cu(OH)_{2}\downarrow +\ CO_{2}\uparrow } }
Unter Lichteinfluss zerfällt das tiefblaue Carbonat langsam zu grünem Malachit (CuCO3 · Cu(OH)2), einem stärker basischen Pigment.
Die Gleichung für die Gesamtreaktion zu Malachit lautet demnach wie folgt:
{\displaystyle \mathrm {2\ CuSO_{4}+3\ Na_{2}CO_{3}+2\ H_{2}O\longrightarrow } }{\displaystyle \mathrm {{{CuCO_{3}}\cdot \mathrm {Cu(OH)_{2}} \downarrow }+2\ Na_{2}SO_{4}+2\ NaHCO_{3}} }

## Eigenschaften

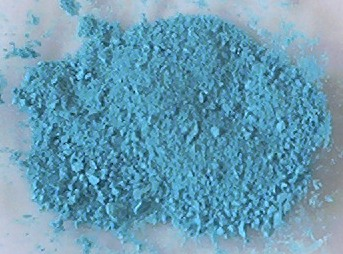
Basisches Kupfer(II)-carbonat

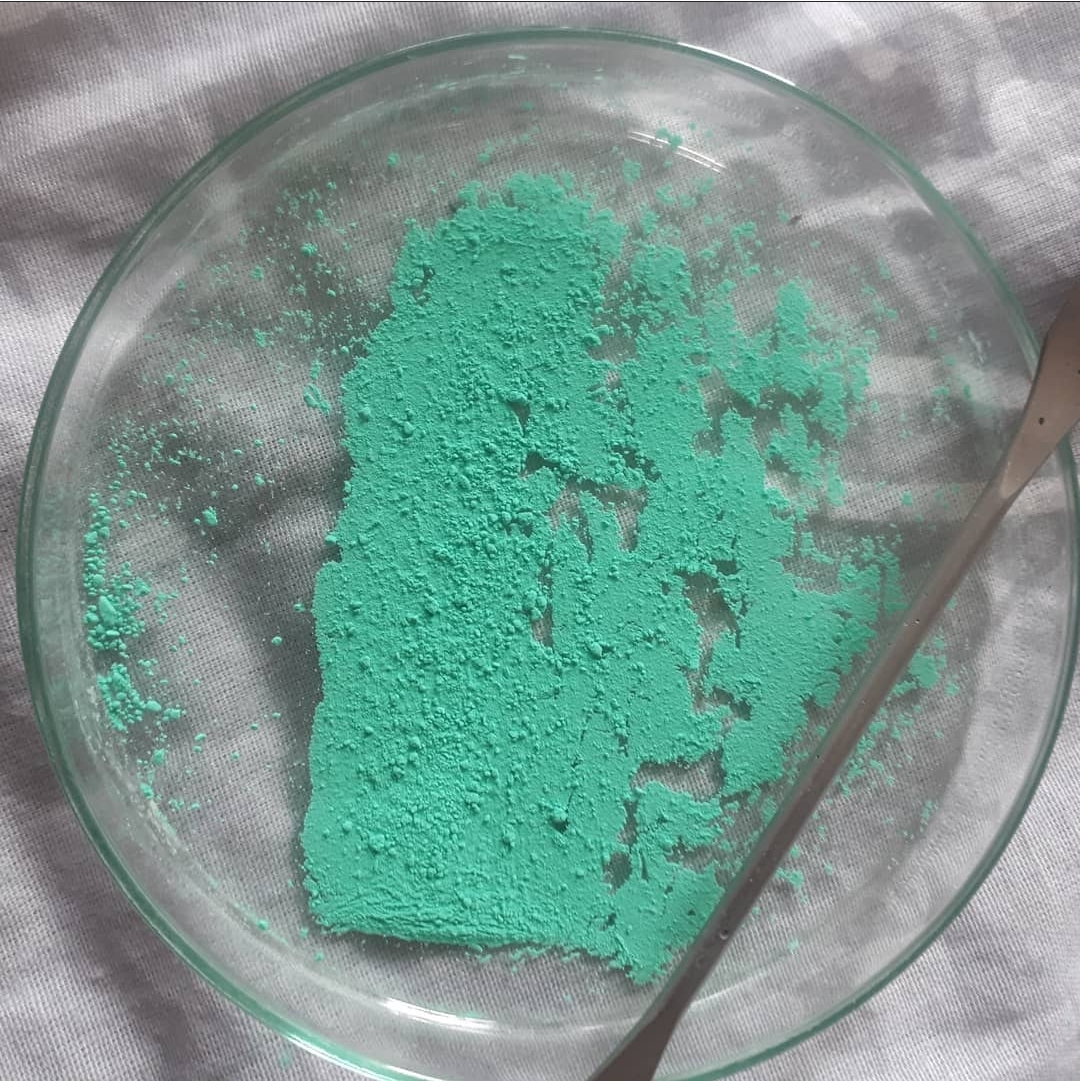
Hier in grüner Farbe (wie oben erwähnt) – charakteristisch für die Farbe der Freiheitsstatue.

Wasserfreies Kupfer(II)-carbonat ist ein geruchloses hellblaues Pulver, das Monohydrat ist dunkelgrün. Es ist in Wasser unlöslich und zersetzt sich ab 140 °C zu Kupfer(II)-oxid und Kohlenstoffdioxid:
{\displaystyle \mathrm {CuCO_{3}\cdot Cu(OH)_{2}\longrightarrow 2\ CuO+CO_{2}+H_{2}O} }
Bei der Reaktion mit Säuren entsteht Kohlenstoffdioxid und das Kupfersalz der Säure (hier z. B. Salzsäure):
{\displaystyle \mathrm {CuCO_{3}\cdot Cu(OH)_{2}+4\ HCl\longrightarrow 2\ CuCl_{2}+CO_{2}\uparrow +\ 3\ H_{2}O} }

## Verwendung
Kupfer(II)-carbonat wird zur Herstellung vieler Kupferverbindungen, wie Kupfersulfat, CuSO4 und Kupfer(II)-oxid, CuO, verwendet.